# James Grimston (1er comte de Verulam)
Pour les articles homonymes, voir Grimston.
James Walter Grimston, 1er comte de Verulam (26 septembre 1775 - 17 novembre 1845), titré Lord Dunboyne, de 1775 à 1808, et vicomte Grimston de 1808 à 1815, est un pair britannique et membre du Parlement.

## Biographie
Il est le fils de James Grimston (3e vicomte Grimston) de Gorhambury House et de Harriot Walter.

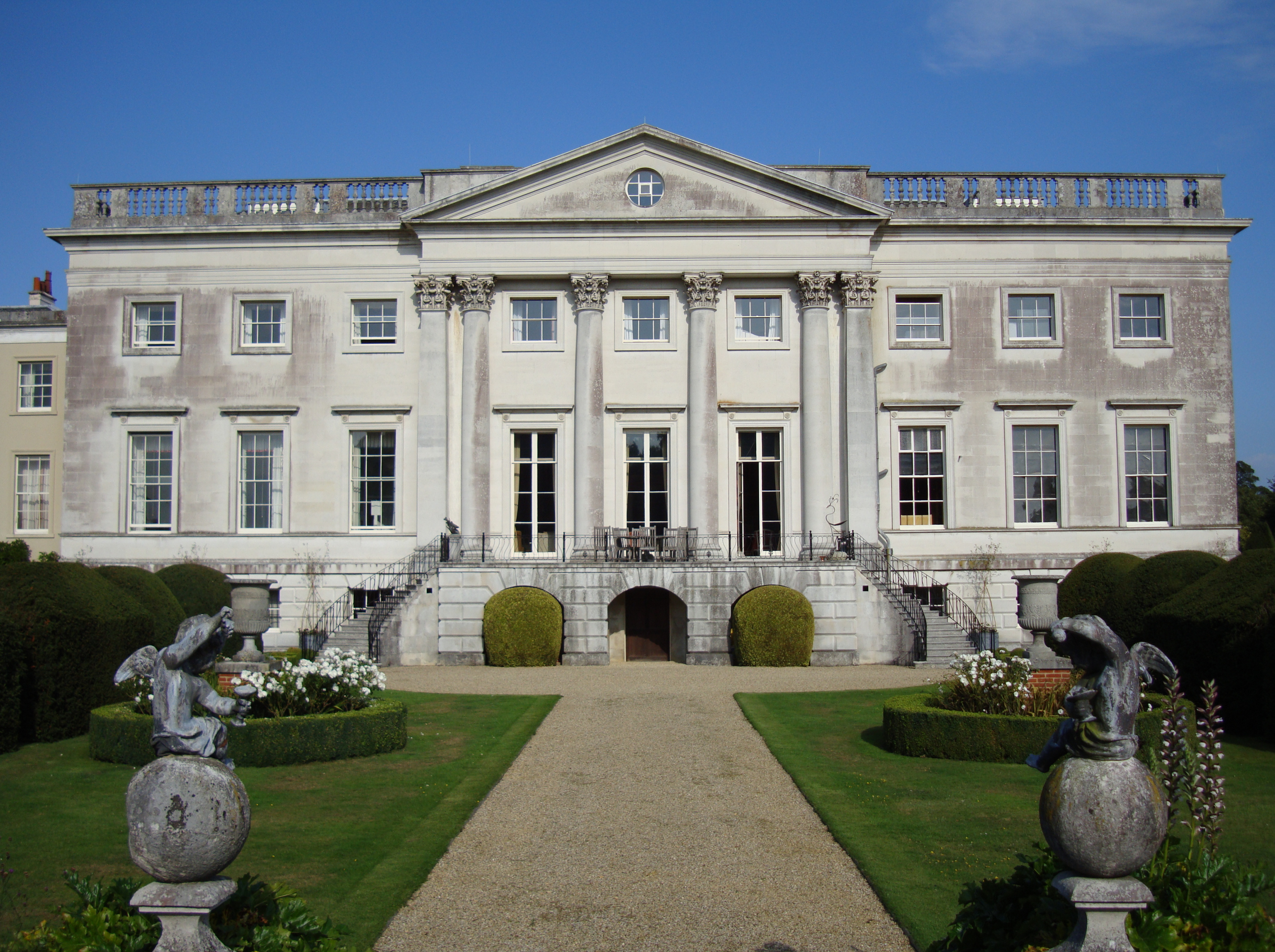
Gorhambury House, construite par son père en 1777–1784

En 1802, il est élu à la Chambre des communes pour St Albans, poste qu'il occupe jusqu'en 1808, lorsqu'il succède à son père en tant que quatrième vicomte Grimston et deuxième baron Verulam, avant d'entrer à la Chambre des lords. La dernière année, il succède également à sa cousine maternelle en tant que dixième Lord Forrester. En 1815, il est créé vicomte Grimston et comte de Verulam dans la pairie du Royaume-Uni. Il occupe ensuite le poste honorifique de Lord Lieutenant du Hertfordshire de 1823 à 1845.

## Famille
Lord Verulam épouse lady Charlotte Jenkinson, fille de Charles Jenkinson (1er comte de Liverpool), en 1807. Ils ont six fils et quatre filles:
- James Grimston (2e comte de Verulam) (22 février 1809 [1] –1895)
- Katherine Grimston (18 avril 1810-1874), mariée en 1834 à John Foster-Barham (décédé en 1838), remariée en 1839 à George Villiers (4e comte de Clarendon)
- Edward Harbottle Grimston (2 août 1812-1881)
- Henry Luckyn Grimston (août 1813 - 1814, jeune)
- Emily Mary Grimston (14 février 1816–1901), mariée à William Craven (2e comte Craven)
- Robert Grimston (cricket) (en) (18 septembre 1816-1884)
- Charles Grimston (3 octobre 1818–1857), Coldstream Guards
- Mary Augusta Frederica Grimston (29 juillet 1821-1879), mariée à Jacob Pleydell-Bouverie (4e comte de Radnor)
- Francis Grimston (8 décembre 1823-1865), épouse Katherine Morier
- Jane Frederica Harriet Mary Grimston (17 janvier 1825-1888), mariée à James Alexander (3e comte de Caledon)

Lord Verulam est décédé en novembre 1845, à l'âge de 70 ans, et son fils aîné, James, lui succède. Lady Verulam est décédée en 1863.